# 篆隷万象名義
『篆隷万象名義』（てんれいばんしょうめいぎ）は、9世紀前半に空海によって書かれた、現存最古の日本製字書である。

## 概要
『篆隷万象名義』は16000字弱の掲出字を542の部首で分類して掲出している。巻1の冒頭に「東大寺沙門大僧都空海撰」と記してあることから、空海の撰と考えられる。
高山寺蔵本は永久2年（1114年）に書写され、6帖からなる。古い写本として現存する唯一のもので、他の写本は江戸時代以降に高山寺蔵本を写したものである。なお、高山寺蔵本は国宝に指定されている。

### 前後の区分と後半部分の撰者
高山寺蔵本は冒頭の部首一覧で30巻に分けられており、最終帖も巻30で終わるため、一般に30巻と数えられる。しかし、第1-4帖の範囲は部首一覧の分巻に従わず巻1-50に分かれており、第5-6帖は巻15下-30に分かれている。この違いから、第1-4帖を前半、第5-6帖を後半と区別することが多い。
『篆隷万象名義』が幕末に知られるようになった後、当初は全体が空海撰と考えられてきたが、分巻の違い、第5帖冒頭にある「續撰惹曩三佛陁」、反切用字の異なり上田 (1970)などから、現在では第1-4帖と第5-6帖は撰者が異なると考えられている。

### 掲出の体例
各字は、まず上段に篆書を出し、下に通常の楷書の文字、反切による音注と簡単な義注を示す。ただし篆書が書いてある箇所は一部にすぎない。また、比較可能な範囲では、文字の配列は顧野王『玉篇』そのままで、音義も『玉篇』のものを節略したものとして説明できる（かつては独自の説明もあるとされた）。現在では「『篆隷万象名義』の音義には独自の点はほとんどない」と考えられている。もともとの玉篇は大量の引用と「野王案」として著者の意見を述べている箇所があったが、『篆隷万象名義』ではこれらは省略されている。

## 評価
『篆隷万象名義』は幕末から写本が出回って学者間に知られるようになった。
清末に中国で失われたが日本に存在する古書を収集した楊守敬がこれらの『篆隷万象名義』写本も購入してその内容について記し、中国でもその重要性が知られるようになった。
前述のように、日本独自の点は少ないが、原本『玉篇』が失われて現存しないため、『篆隷万象名義』は原本『玉篇』が本来どのような内容だったかを知るための貴重な資料となっている。
『篆隷万象名義』の反切は原本『玉篇』の反切と基本的に一致すると考えられるため、河野 (1937)や周 (1936)はこの反切を使って6世紀中頃の南朝の標準的な読書音を復元した。
また、漢字字形資料としても貴重である。